# Duell i Söderhavet
Duell i Söderhavet (engelska: Hell in the Pacific) är en amerikansk krigsfilm från 1968 i regi av John Boorman.

## Handling
En amerikansk flygofficer tvingas nödlanda på en ö i Stilla Havet. Han upptäcks av en japansk kapten. Ska de strida eller tillsammans försöka ta sig från den obebodda ön?

## Rollista
- Lee Marvin - amerikansk pilot
- Toshiro Mifune - japansk marinofficer